# 阿拉斯加动物园
阿拉斯加動物園（英語：Alaska Zoo），是位於美國阿拉斯加州安克雷奇的動物園。是阿拉斯加州知名的旅遊景點，每年約有二十萬遊客參訪。
現今阿拉斯加動物園共飼養逾百隻鳥與哺乳動物，总计約五十种。阿拉斯加動物園的動物種類有阿拉斯加原生種也有源自國外的物種，例如：阿穆爾虎，雙峰駱駝、犛牛等。
阿拉斯加動物園專攻教育，研究，野生動物保護與醫治野生動物。

## 物种
- 西北鴉
- 游隼
- 黑嘴喜鵲
- 雅各布羊
- 尼日矮山羊
- 鬼鴞
- 猛鴞
- 短耳鴞
- 蒼鷹
- 北美豪猪
- 北方鼯鼠
- 兔子
- 渡鴉
- 红尾鵟
- 北極狐
- 烏林鴞
- 大雕鴞
- 綠頭鴨
- 赤狐
- 雪鴞
- 黑嘴天鵝
- 灰白旱獺
- 郊狼
- 白大角羊
- 金雕
- 加拿大猞猁
- 北美馴鹿

- 北美水獺
- 羊駝
- 北美红松鼠
- 白頭海雕[3]
- 雪羊
- 麝牛
- 西藏犛牛
- 雙峰駱駝
- 小棕蝠
- 阿拉斯加麋鹿
- 加拿大森林狼
- 美洲黑熊
- 棕熊
- 港海豹
- 阿穆爾虎
- 北極熊
- 雪豹
- 驢[4]